# Stängningen av Sverigedemokraternas webbplatser 2006
Stängningen av Sverigedemokraternas webbplatser 2006 var ett led i händelseutvecklingen i samband med kontroversen kring de omtalade Muhammedteckningarna i Jyllands-Posten 2005/2006. Sverigedemokraterna hade i sin partitidning SD-Kuriren utlyst en teckningstävling där man uppmanade läsarna att skicka in "den bästa karikatyren" av den islamiske profeten Muhammed. En inskickad karikatyr publicerades därefter på SD-Kurirens webbplats den 3 februari 2006. Publiceringen kritiserades hårt av utrikesminister Laila Freivalds, och det politiska läget mellan Sverige och de muslimska länderna upplevdes av Sveriges regering som mycket spänt, bland annat sedan en shiitisk tv-kanal i Beirut rapporterat om publiceringen. En tjänsteman vid Utrikesdepartementet (UD) och personal från Säkerhetspolisen (Säpo) tog därefter kontakt med Sverigedemokraternas webbhotell, Levonline AB, som den 9 februari 2006 stängde ned webbplatserna.

## Kritik
UD:s och Säpos agerande vid stängningen kritiserades från flera håll. Publicistklubbens ordförande Stig Fredrikson kallade det hela "oerhört anmärkningsvärt" och sade att det "verkar som om yttrandefriheten får ge vika för utrikespolitiken". Även pressombudsmannen Olle Stenholm var starkt kritisk och jämförde händelsen med den svenska censurlagstiftningen under andra världskriget. Folkpartiledaren Lars Leijonborg anmälde ärendet till riksdagens konstitutionsutskott, för att utreda om UD:s agerande inneburit brott mot tryckfrihetsförordningen.

## Justitiekanslerns granskning
Justitiekanslern Göran Lambertz fann dock efter sin granskning inga skäl till kritik mot vare sig Säpos eller UD:s agerande rörande frågan om brott mot yttrandefrihetsgrundlagens censurförbud. Konstitutionsutskottet gick senare på samma linje och konstaterar i sitt betänkande 2006/07:KU20 att "UD-tjänstemans besök hos webbhotellet Levonline, med anledning av publiceringen på en hemsida som drivs av Sverigedemokraterna, innebar inte att man bröt mot censurförbudet" men att man "anser dock att agerandet inte kan anses som lämpligt".

## Laila Freivalds avgång
Laila Freivalds meddelade den 21 mars 2006 sin avgång som utrikesminister, bland annat sedan det framkommit uppgifter om att hon i förväg känt till UD:s kontakter med Levonline, vilket hon tidigare enligt fleras tolkningar (däribland statsminister Göran Perssons) hade förnekat. Huruvida detta var den främsta anledningen till hennes avgång är dock omdiskuterat. Enligt den statliga nyhetsbyrån Saba News och tidningen Yemen Observer i Jemen skrev Freivalds själv i ett brev till landets utrikesminister Abu Baker al-Qirbi att den svenska regeringen stängt sajten.

## Tidsaxel
- 10 januari: Sverigedemokraternas partiorgan SD-Kuriren utlyser en teckningstävling där man uppmanar läsarna att skicka in "den bästa karikatyren" av den islamiske profeten Muhammed. Bilderna är tänkta att publiceras i nästkommande nummer av tidningen.
- 2 februari: Sverigedemokratisk Ungdom (SDU) publicerar bilderna från Jyllands-Posten på sin webbplats.[9]
- 3 februari: SD-Kuriren publicerar den första inskickade bilden från teckningstävlingen på sin webbplats.[1]
- 8 februari: Stefan Amér, politisk sakkunnig vid UD, kontaktar företaget Levonline som ansvarar för Sverigedemokraternas domännamn och träffar företagets vd Torkel Nyberg.[förtydliga] Även Säpo kontaktar företaget.[förtydliga]
- 9 februari:
  - Den libanesiska tv-kanalen al-Manar, tillhörande den militanta islamiströrelsen Hizbollah, rapporterar om saken i en löpande nyhetstext som sänds under två timmar och där Sverige påstås häckla profeten Muhammed.[2]
  - Levonline raderar domännamnen sverigedemokraterna.se och sd-kuriren.info från sin domännamnsserver och webbplatser stängs därmed ned.
  - Utrikesminister Laila Freivalds debatterar i Sveriges Radio med Sverigedemokraternas partiledare Jimmie Åkesson och uppmanar denne att inställa det planerade publicerandet av Muhammedteckningarna.[10]
- 10 februari:
  - Efter samtal från Säpo beslutar även SDU att ta bort bilderna från sin webbplats.[11]
  - Sverigedemokraterna beslutar att anmäla Säpo och UD till justitiekanslern och justitieombudsmannen.[12] Man meddelar även att man planerar rättsliga åtgärder mot Levonline gällande påstått avtalsbrott.[källa behövs]
  - Utrikesminister Laila Freivalds nekar till att hon i förväg skulle ha känt till att Stefan Amér skulle kontakta Levonline. I en intervju i Ekot svarar hon "jag vet inte vad alla tjänstemän gör" på frågan hur det kunde komma sig att hon inte kände till Amérs agerande.[13]
- 11 februari: Folkpartiets partiledare Lars Leijonborg anmäler utrikesministern till konstitutionsutskottet för granskning av hennes agerande vid stängningen av webbplatserna.[4]
- 15 februari:
  - Adressen sverigedemokraterna.se tas åter i bruk.
  - Levonline hävdar att man haft rätt häva avtalet med Sverigedemokraterna p.g.a. att partiet använt domännamnen på ett sätt som bröt mot avtalet.
  - Statsminister Göran Persson tar vid en pressträff i Örebro avstånd från UD-tjänstemannen Stefan Amérs agerande och hävdar att denne inte agerat på uppdrag av utrikesministern när han kontaktat webbhotellet Levonline: "Jag tycker att det är olämpligt och det har aldrig sanktionerats av utrikesministern. Han kan ha hur starka personliga uppfattningar som helst men han har en ställning som politiskt sakkunnig i regeringskansliet och därmed ska han hålla sig borta från den typen av aktiviteter."[14]
  - Justitiekanslern Göran Lambertz inleder sin utredning av ärendet.
- 20 mars: Utrikesminister Laila Freivalds erkänner i radioprogrammet P1-morgon att hon i förväg känt till att Stefan Amér skulle kontakta Levonline.[15] Hennes erkännande kom först efter att UD:s rättschef Carl-Henrik Ehrenkrona sänt sin rapport till justitiekanslern där det framgår att kontakten med Levonline skett "efter samråd med utrikesministern".[16] Den borgerliga oppositionen framför åter krav på Freivalds avgång och riktar samtidigt hård kritik mot statsminister Göran Persson.[17] Även regeringens samarbetspartier riktar kritik mot Freivalds.[17]
- 21 mars: Statsminister Göran Persson meddelar tidigt på morgonen vid en presskonferens att utrikesminister Laila Freivalds avgått.[18] Hon kommenterade själv detta med "det har blivit omöjligt för mig att bedriva ett seriöst arbete".
- 24 mars: Justitiekanslern meddelar i sitt beslut att det ifrågasatta agerandet "inte inneburit något brott mot yttrandefrihetsgrundlagens censurförbud" och att det "utifrån vad som framkommit inte finns skäl till kritik mot Säkerhetspolisen eller mot berörd tjänsteman hos Utrikesdepartementet".[5]